# Gibbobruchus cavillator
Gibbobruchus cavillator là một loài bọ cánh cứng trong họ Bruchidae. Loài này được Fåhraeus miêu tả khoa học năm 1839.